# Support (band)
 For alternative betydninger, se Support. (Se også artikler, som begynder med Support)
Support var et band, der alene spillede til punkfestivalen Concert Of The Moment i 1979. Konstellationen var i princippet et Franz De Zaster (fra punkbandet Brats) soloprojekt med løse musikere fra det københavnske punkmiljø tilknyttet.
Efter den punkede version af Brats var gået i opløsning tidligere i 1979 stod den markante forsanger Franz De Zaster uden band, hvilket betød, at han til de store tidlige punkfestivaler, der løb af stablen efter Brats' opløsning skabte forskellige konstellationer hvori han var forsanger.
Til Concert Of The Moment i 1979 kaldte de sig 'Support' og bestod af bl.a. Franz De Zaster (vokal), Eddie Haircut (trommer, tidl. i Brats), Peter Peter (guitar, også i Sods og sen. i Sort Sol) og Sniff Høkerberg (bas, også i Brats og Monomania). Peter Peter fandt på navnet "Support".
Og til Concerto de Nobrainos insanos i 1980 kaldte de sig 'ZV Group' og bestod af Franz De Zaster (vokal), Lars Top-Galia (guitar, sen. i ADS og Sort Sol), Palle Johansen (bas, sen. i No Fun) samt Peter Top-Jensen (trommer, sen. i ADS).